# Pellegrue
Pellegrue ist eine französische Gemeinde mit 899 Einwohnern (Stand 1. Januar 2022) im Département Gironde in der Region Nouvelle-Aquitaine. Sie gehörte vom 17. Februar 1800 bis zum 10. September 1926 zum Arrondissement de La Réole, dessen Gemarkung dann zum Arrondissement Langon geschlagen wurde. Pellegrue gehört zum Kantons Le Réolais et Les Bastides.
Die Ortschaft ging aus einer Bastide hervor; sie befindet sich an der Route nationale 672 zwischen Sainte-Foy-la-Grande und Sauveterre-de-Guyenne. Pellegrue liegt an der Via Lemovicensis, einem der vier historischen „Wege der Jakobspilger in Frankreich“. Im Gemeindegebiet entspringt das Flüsschen Durèze und entwässert zur Dordogne.

## Bevölkerungsentwicklung
| Jahr      | 1962 | 1968 | 1975 | 1982 | 1990 | 1999 | 2009 | 2017 |
| Einwohner | 1248 | 1343 | 1144 | 1065 | 1046 | 979  | 1005 | 1099 |

## Sehenswürdigkeiten
- Die Kirche Saint-André wurde im 13. Jahrhundert mit einem Grundriss in Form eines lateinischen Kreuzes erbaut. Die Westfassade ist romanisch, der Turm wurde im 19. Jahrhundert in neobyzantinischen Stil errichtet. Seit 1925 ist sie ein Monument historique.
- Das Schloss, Château du Puch de Gensac, wurde im 13. Jahrhundert erbaut und im 16. und 17. Jahrhundert erweitert. Es ist seit 1994 Monument historique.
- Markthalle

Siehe auch: Liste der Monuments historiques in Pellegrue

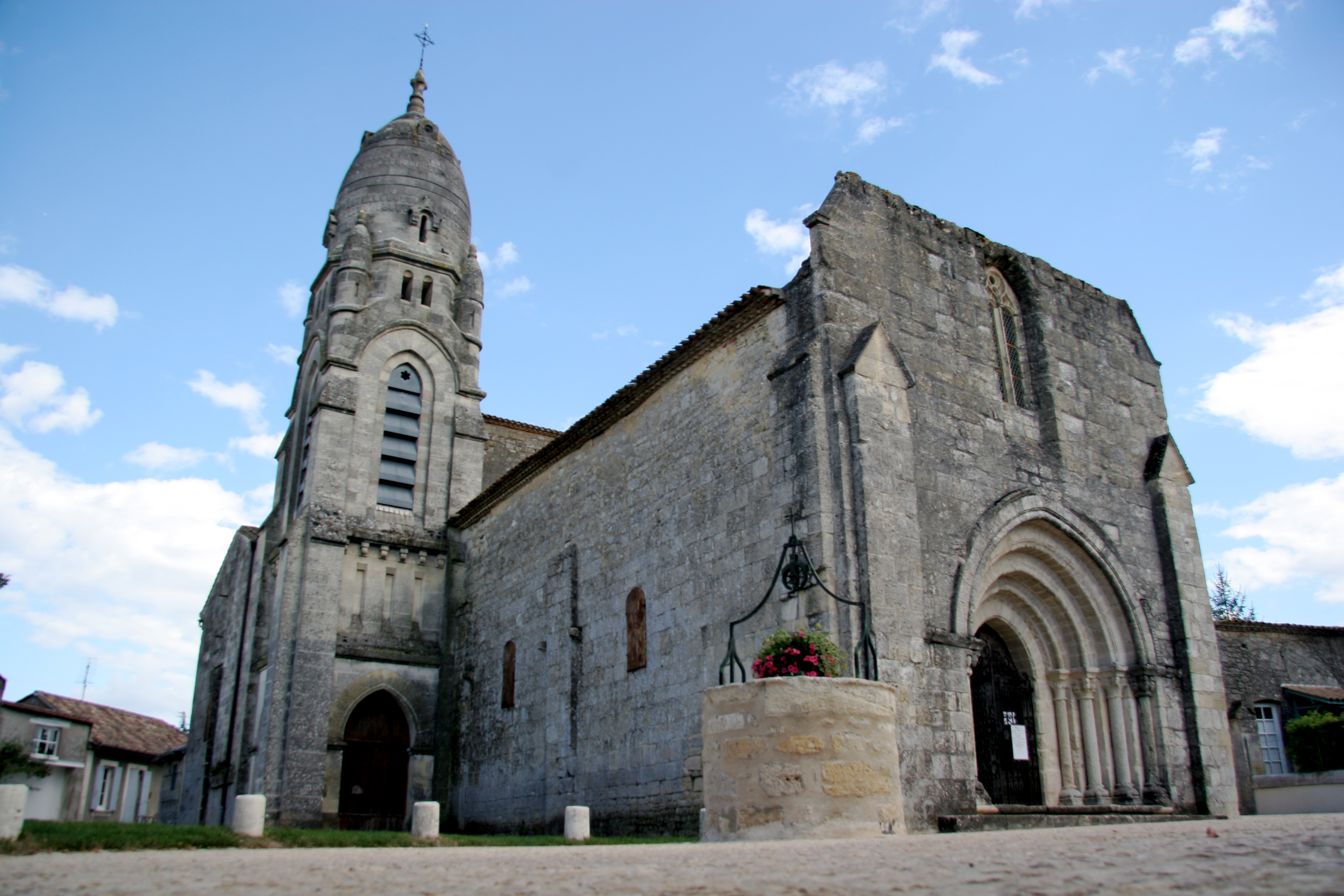
Kirche Saint-André
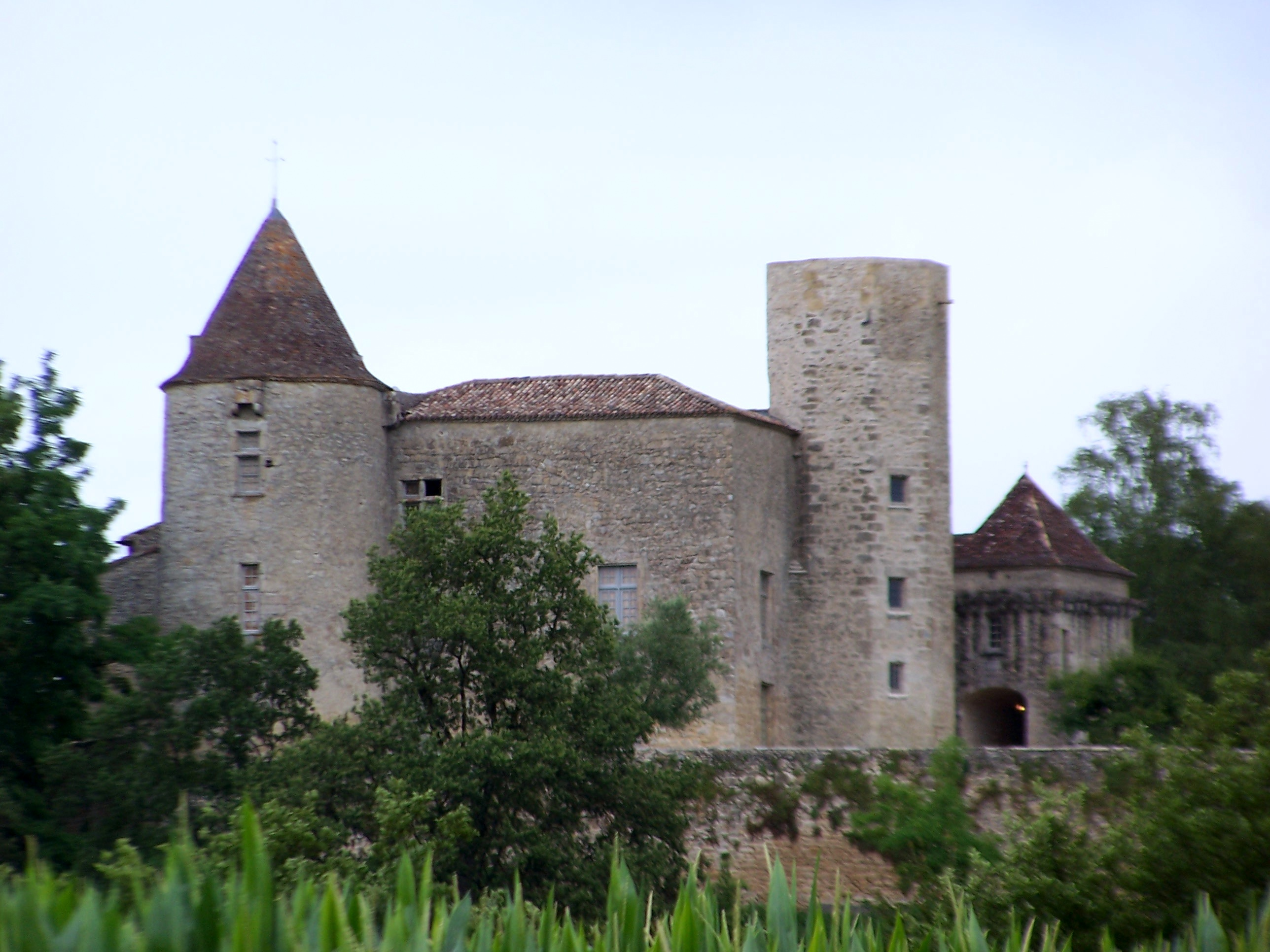
Château du Puch de Gensac
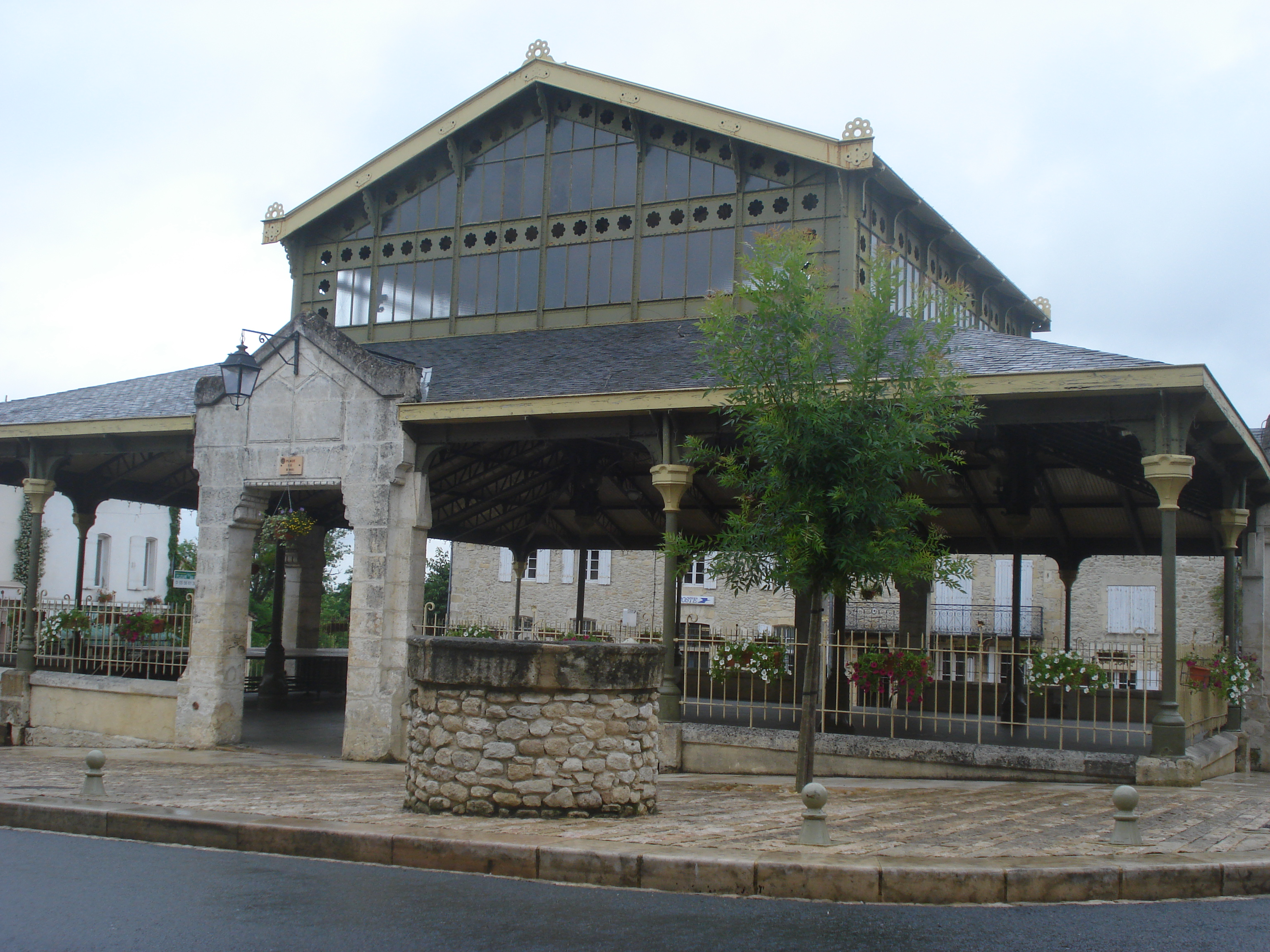
Markthalle